# Albanezen
Albanezen (Albanees: Shqiptarët) zijn een volk op de Balkan in Zuidoost-Europa. Zij vormen in Albanië en Kosovo de ruime meerderheid van de bevolking. In de omliggende landen Montenegro, Servië, Noord-Macedonië en Griekenland wonen etnisch Albanese minderheden.

## Geschiedenis
Albanezen hebben een Indo-Europese oorsprong. De meeste hedendaagse historici leggen verband met de Illyriërs, Thraciërs en Daciërs; volkeren die sinds de oudheid op de Balkan leefden.
De eerste Albanese staat werd in de 12e eeuw van de middeleeuwen gesticht en realiseerde hiermee onafhankelijkheid van het Byzantijnse Rijk. Hierna volgden heerschappijen van Albanese adellijke families tot aan de 15e eeuw. In de 15e eeuw werd Albanië onderdeel van het Ottomaanse Rijk dat sindsdien vier eeuwen over Albanië zou regeren, hetgeen dat resulteerde in bekering naar de islam door het merendeel van de Albanezen. In 1912 werd de moderne Albanese natiestaat onafhankelijk van het Ottomaanse Rijk. In 2008 verklaarde Kosovo, een op dat moment Servische provincie met een etnisch Albanese meerderheid, zich eenzijdig onafhankelijk.

## Verspreiding

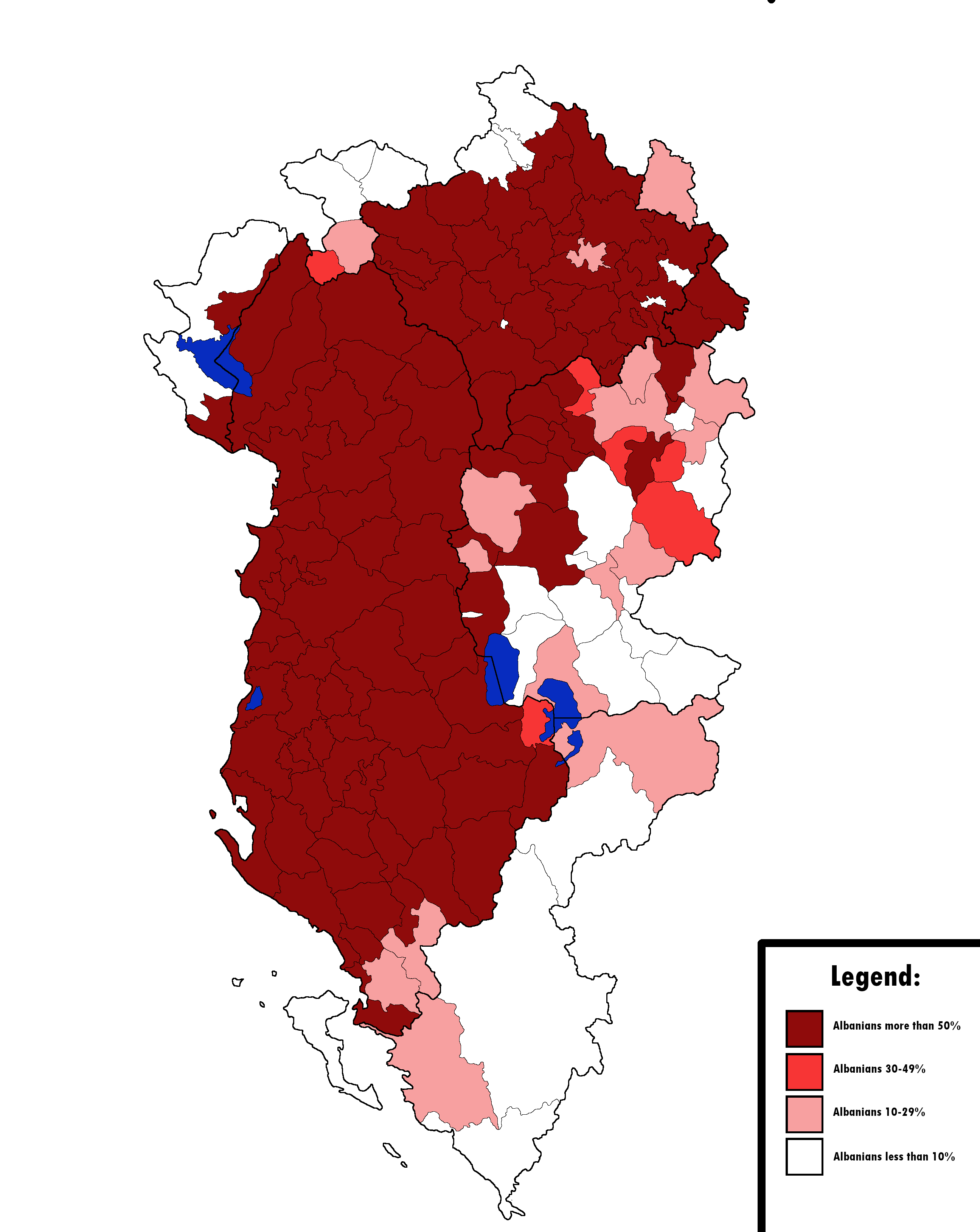
Verspreiding van etnische Albanezen (rood) in Albanië en in de omliggende landen.

Er bestaan twee stammen van etnische Albanezen, de Gegen en de Tosken.
- De Gegen (Gegët) zijn inheems in het noorden van Albanië, in Kosovo, in het westen van Noord-Macedonië, in het zuidoosten van Servië en in het zuiden van Montenegro.
- De Tosken (Toskët) zijn inheems in het zuiden van Albanië, het noordwesten van Griekenland en in het zuiden van Noord-Macedonië.

### Albanië
In de Albanese volkstelling van 2023  identificeerden 2.182.917 personen zichzelf als etnische Albanezen, hetgeen 91% van de Albanese bevolking is. 
| Jaar      | 1945      | 1945 | 1955      | 1955 | 1960      | 1960 | 1979      | 1979 | 1989      | 1989 | 20111     | 20111 |
| Jaar      | Aantal    | %    | Aantal    | %    | Aantal    | %    | Aantal    | %    | Aantal    | %    | Aantal    | %     |
| --------- | --------- | ---- | --------- | ---- | --------- | ---- | --------- | ---- | --------- | ---- | --------- | ----- |
| Albanezen | 1.075.500 | 95,9 | 1.349.100 | 97,0 | 1.581.745 | 97,3 | 2.535.913 | 97,9 | 3.117.601 | 98,0 | 2.312.356 | 82,58 |

### Kosovo

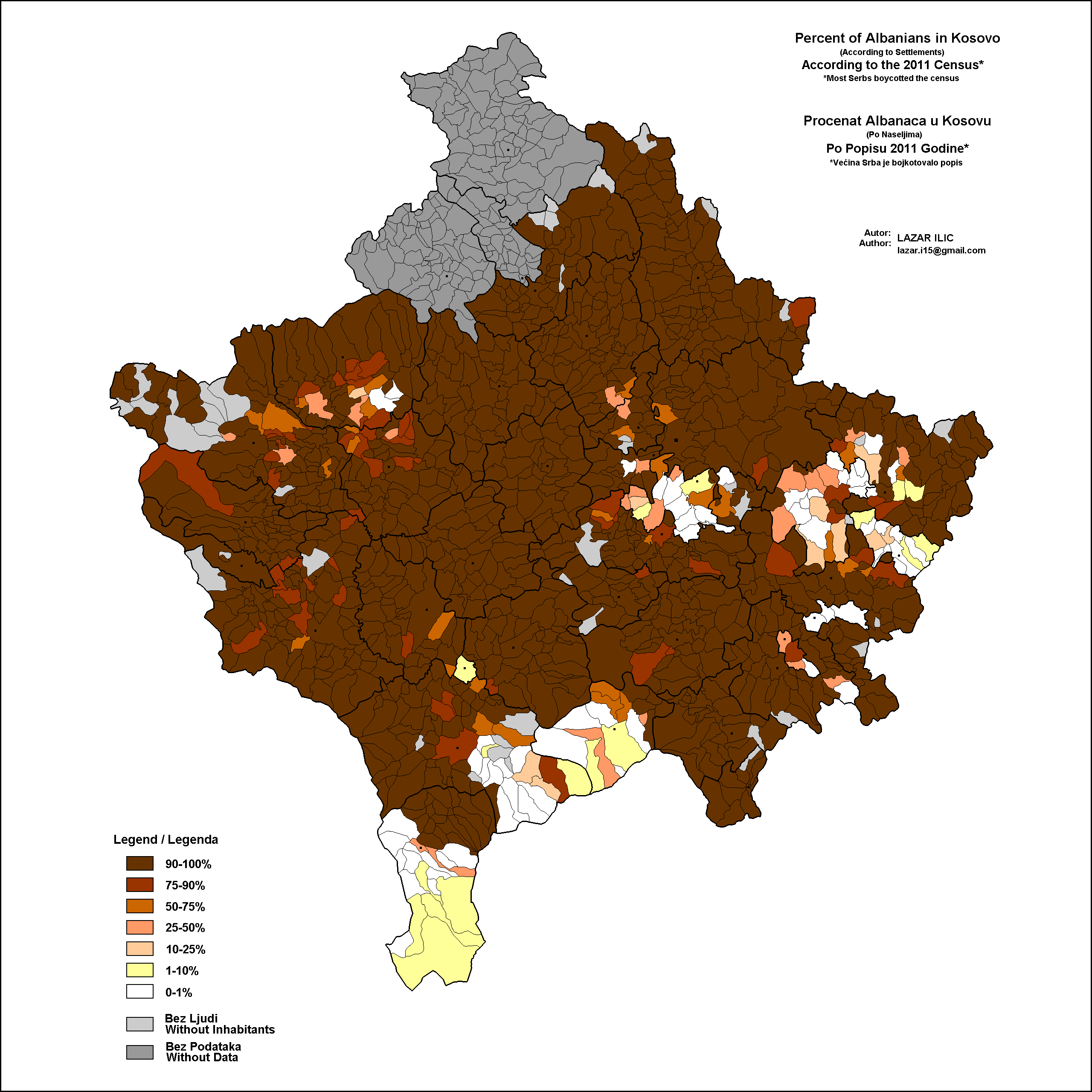
Verspreiding van de Albanezen in Kosovo, census van 2011

De Albanezen vormen de grootste bevolkingsgroep in Kosovo. In 2024 telde Kosovo 1.454.963 etnische Albanezen, zij vormen daarmee ruim 90% van de totale bevolking.
| Jaar      | 1948    | 1948 | 1953    | 1953 | 1961    | 1961 | 1971    | 1971 | 1981      | 1981 | 1991      | 1991 | 2011      | 2011 |
| Jaar      | Aantal  | %    | Aantal  | %    | Aantal  | %    | Aantal  | %    | Aantal    | %    | Aantal    | %    | Aantal    | %    |
| --------- | ------- | ---- | ------- | ---- | ------- | ---- | ------- | ---- | --------- | ---- | --------- | ---- | --------- | ---- |
| Albanezen | 498.244 | 68,5 | 524.559 | 64,9 | 646.605 | 67,1 | 916.168 | 73,7 | 1.226.736 | 77,4 | 1.596.072 | 81,6 | 1.616.869 | 92,9 |

### Noord-Macedonië
Volgens de meest recente volkstelling in 2002 telde de Republiek Noord-Macedonië 2.022.547 inwoners, waarvan 509.083 etnische Albanezen (oftewel: 25,2% van de Macedonische bevolking). De Albanese minderheid woont vooral in het noordwesten en het westen van het land. Grote aantallen Albanezen wonen in de gemeenten Tetovo/Tetovë (70,3% van de bevolking), Gostivar (66,7%), Debar/Dibër (58,1%), Struga/Strugë (56,8%), Kičevo/Kërçovë (54,5%), Kumanovo/Kumanovë (25,8%) en de hoofdstad Skopje/Shkup (20,4%). Albanezen vormen in 15 van de 80 gemeenten een meerderheid van de bevolking, met name in plattelandsgebieden. Slechts 3 steden (van de 34 Macedonische steden) hebben een Albanese bevolkingsmeerderheid. 
| Jaar      | 1948    | 1948 | 1953    | 1953 | 1961    | 1961 | 1971    | 1971 | 1981    | 1981 | 1991    | 1991 | 2002    | 2002 |
| Jaar      | Aantal  | %    | Aantal  | %    | Aantal  | %    | Aantal  | %    | Aantal  | %    | Aantal  | %    | Aantal  | %    |
| --------- | ------- | ---- | ------- | ---- | ------- | ---- | ------- | ---- | ------- | ---- | ------- | ---- | ------- | ---- |
| Albanezen | 197.389 | 17,1 | 162.524 | 12,5 | 183.108 | 13,0 | 279.871 | 17,0 | 377.726 | 19,8 | 441.987 | 21,7 | 509.083 | 25,2 |

### Montenegro

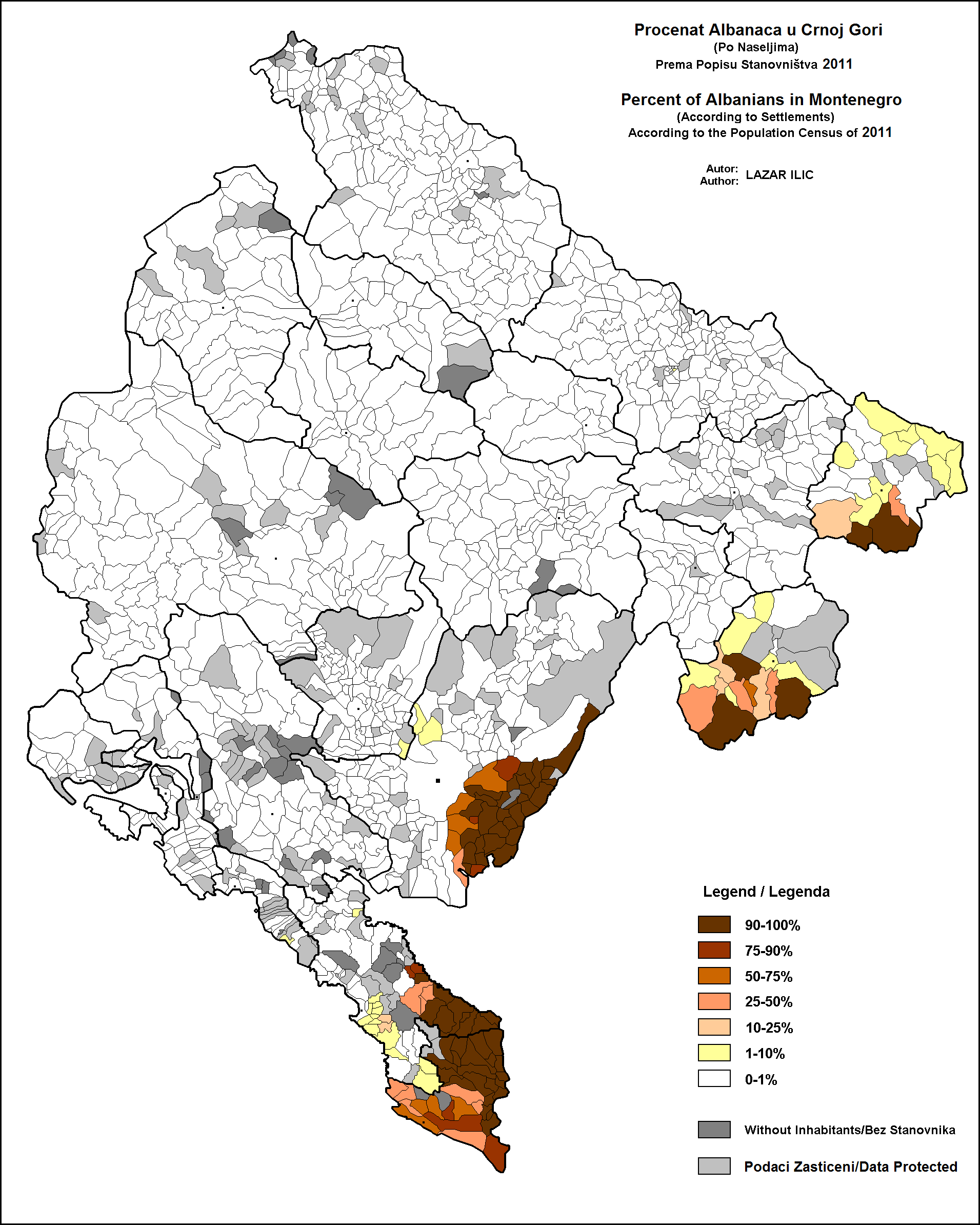
Verspreiding van de Albanezen in Montenegro (2011)

Volgens de meest recente volkstelling in 2011 telde Montenegro 620.000 inwoners, waarvan ruim 30.000 etnische Albanezen (oftewel: 4,9% van de bevolking). 
Albanezen zijn met name geconcentreerd in het zuidoosten en oosten van Montenegro, langs de Montenegrijnse grens met Albanië. De grootste en belangrijkste nederzetting van Albanezen in Montenegro is Ulcinj, waar ook het hoofdkantoor van de Albanese Nationale Raad is gevestigd. Naast een Albanese bevolkingsmeerderheid in Ulcinj (71%) en het nieuwgevormde Tuzi (68%), vormen Albanezen een significante minderheid in de gemeenten Gusinje (40%), Plav (19%), Bar (6%), Podgorica (5%) en Rožaje (5%).
| Jaar      | 1948   | 1948 | 1953   | 1953 | 1961   | 1961 | 1971   | 1971 | 1981   | 1981 | 1991   | 1991 | 2003   | 2003 | 2011   | 2011 |
| Jaar      | Aantal | %    | Aantal | %    | Aantal | %    | Aantal | %    | Aantal | %    | Aantal | %    | Aantal | %    | Aantal | %    |
| --------- | ------ | ---- | ------ | ---- | ------ | ---- | ------ | ---- | ------ | ---- | ------ | ---- | ------ | ---- | ------ | ---- |
| Albanezen | 19.425 | 5,1  | 23.460 | 5,6  | 25.803 | 5,5  | 35.671 | 6.7  | 37.735 | 6,5  | 40.415 | 6,6  | 31.163 | 5,0  | 30.439 | 4,9  |

### Diaspora
De Albanese diaspora vormt een van Europa's grootste diaspora's. De emigratie van Albanezen vanuit Albanië vindt al plaats sinds de vroege middeleeuwen, toen tal van christelijke Albanezen naar Zuid-Italië, Griekenland en de Republiek Venetië emigreerden om te ontsnappen aan verschillende sociaal-politieke moeilijkheden en de Ottomaanse heerschappij. In deze landen zijn zij een erkende minderheid, namelijk de Arbëreshë in Italië en de Arvanitika in Griekenland. Ook in Turkije leven er mensen met Albanese oorsprong. Deze immigratie stamt, net als die van de Arbëreshë, af uit de Ottomaanse tijd toen bekeerde Albanese moslims naar Turkije vertrokken. De schatting van Turken met Albanese voorouders zou een paar miljoen tellen, echter erkennen tot nog toe enkel 500.000 mensen in Turkije Albanese roots te hebben.
De moderne Albanese diaspora is grotendeels gevormd sinds 1991, na de val van het communisme in Albanië. Ruim 800.000 Albanezen hebben het land sinds 1991 verlaten, de meesten vestigen zich in Griekenland en Italië, hetzij permanent, hetzij als tijdelijke arbeidskrachten.
In de huidige tijd wonen er grootschalige Albanese gemeenschappen in Noord-Amerika en dan met name in de Verenigde Staten, waar velen van hen tot de Italiaans-Albanese gemeenschap horen. Omdat de Arbëreshë ook vanuit de Verenigde Staten en Italië naar Argentinië zijn vertrokken en zij daar onder de Italiaanse-Argentijnen vallen, zijn er in Argentinië ook mensen met Albanese oorsprong. In Canada en Australië leven er aanzienlijke aantallen Albanezen, deze zijn voornamelijk geëmigreerd uit Albanië.
In West-Europa zijn grote Albanese gemeenschappen woonachtig in Duitsland, Zwitserland en het Verenigd Koninkrijk en in mindere mate in Frankrijk, Zweden, België en Nederland. Hoewel er al in de jaren 80 en begin jaren 90 immigratie van etnische Albanezen uit het voormalige Joegoslavië voordeed, vluchtten de meeste etnische Albanezen eind jaren 90 in groten getale van de burgeroorlog in Joegoslavië die uitbrak tussen verschillende etnische groepen.

## Religie

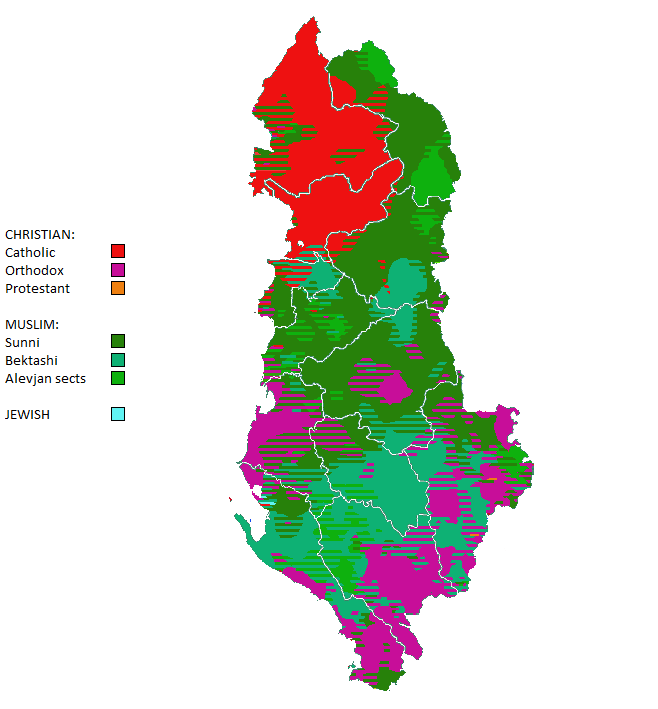
Verspreiding per religie in Albanië.

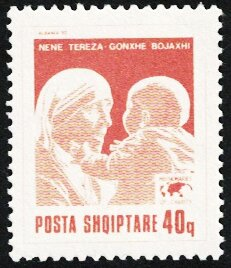
Albaneestalige postzegel van Moeder Teresa

De religieuze voorkeur van Albanezen verschilt van land tot land (zie onderstaand tabel).
| Land            | Islam | Christendom | Atheïsme/ Agnosticisme | Anders |
| --------------- | ----- | ----------- | ---------------------- | ------ |
| Albanië         | 62%   | 28,6%       | 9%                     | 1,19%  |
| Kosovo          | 95,6% | 3,7%        | 0,1%                   | 0,6%   |
| Noord-Macedonië | 98,2% | 1,4%        | 0%                     | 0,4%   |
| Montenegro      | 73,2% | 26,4%       | 0,1%                   | 0,3%   |
| Servië          | 71,1% | 19,5%       | 3%                     | 6,4%   |
| Kroatië         | 54,8% | 40,7%       | 1,8%                   | 2,7%   |
| Italië          | 41,5% | 38,9%       | 17,8%                  | 1,9%   |
| Australië       | 25,5% | 33,9%       | 31,4%                  | 2,1%   |
| Slovenië        | 86,7% | 6,1%        | 1,6%                   | 7,2%   |

De Albanezen uit Albanië zijn overwegend moslim met aanzienlijke aantallen christelijke minderheden verdeeld tussen de stromingen rooms-katholiek en oosters-orthodox. De Albanezen uit de voormalig Joegoslavische landen Montenegro, Servië, Noord-Macedonië en Kosovo zijn ook overwegend moslim met kleinere gemeenschappen rooms-katholieken.
De rooms-katholieke Albanezen komen vooral uit Noord- en Centraal-Albanië, in de omgeving van Shkodër en Lezhë en in de regio Dukagjini van Kosovo, het westen van het land, met als belangrijkste plaatsen Gjakovë, Pejë en Klinë en de omringende traditionele dorpen. Omdat veel Albanese immigranten in bijvoorbeeld de Verenigde Staten uit Noord-Albanië komen of onderdeel zij van de Italiaans-Albanese gemeenschap, leven er in de VS aanzienlijke aantallen katholieke Albanezen, die lid zijn van de Italo-Albanese-Katholieke Kerk. Ook van de Albanezen in Italië is het christendom de grootste religie. In Kroatië is de helft van de etnische Albanezen christelijk, ook zij kwamen hoofdzakelijk vanuit het noorden van Albanië naar Kroatië tijdens de Ottomaanse heerschappij.
De laatste belangrijkste religie onder Albanezen is de Albanees-Orthodoxe Kerk, deze stroming van het christendom heeft vooral veel volgelingen in Centraal- en Zuid-Albanië. De orthodoxe Albanezen zijn hoofdzakelijk de Tosken, zij leven hoofdzakelijk in Zuid-Albanië, Griekenland, Italië en de Verenigde Staten.
Ondanks de religieuze verschillen verenigen etnische Albanezen elkaar doorgaans door dezelfde identiteit en de Albanese taal.

## Taal

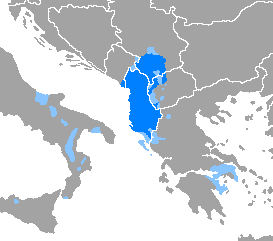
Albanees taalgebied op de Balkan.

De Albanezen spreken Albanees, een Indo-Europese taal zonder nauwe verwanten. Het Albanese alfabet is gebaseerd op het Latijnse en heeft 36 letters. Er zijn twee dialecten van het Albanees: het Gegisch (noorden) en het Toskisch (zuiden).

## Bekende Albanezen
- Ismail Qemali, politicus
- Ali Pasja, politicus
- Naim Frashëri, politicus
- Enver Hoxha, politicus
- Mohammed Ali van Egypte, politicus
- Moeder Teresa, katholieke zuster
- Dua Lipa, zangeres
- Amanda Koçi, zangeres
- Bebe Rexha, zangeres
- Era Istrefi, zangeres
- Rita Ora, zangeres
- Klodiana Shala, atlete
- Mirela Maniani, atlete
- Luiza Gega, atlete
- Romela Begaj, atlete
- James Belushi, acteur
- John Belushi, acteur
- Enver Gjokaj, acteur
- James Biberi, acteur
- Masiela Lusha, actrice
- Eliza Dushku, actrice
- Theofan Noli, patriarch
- Kosovare Asllani, voetbalster
- Thomas Strakosha, voetballer
- Erjon Bogdani, voetballer
- Ervin Skela, voetballer
- Klodian Duro, voetballer
- Pajtim Kasami, voetballer
- Lorik Cana, voetballer
- Xherdan Shaqiri, voetballer
- Granit Xhaka, voetballer
- Vedat Muriqi, voetballer
- Marash Kumbulla, voetballer
- Odise Roshi, voetballer
- Armando Sadiku, voetballer
- Besnik Hasi, voetbaltrainer
- Majlinda Kelmendi, judoka
- Distria Krasniqi, judoka

## Afbeeldingen

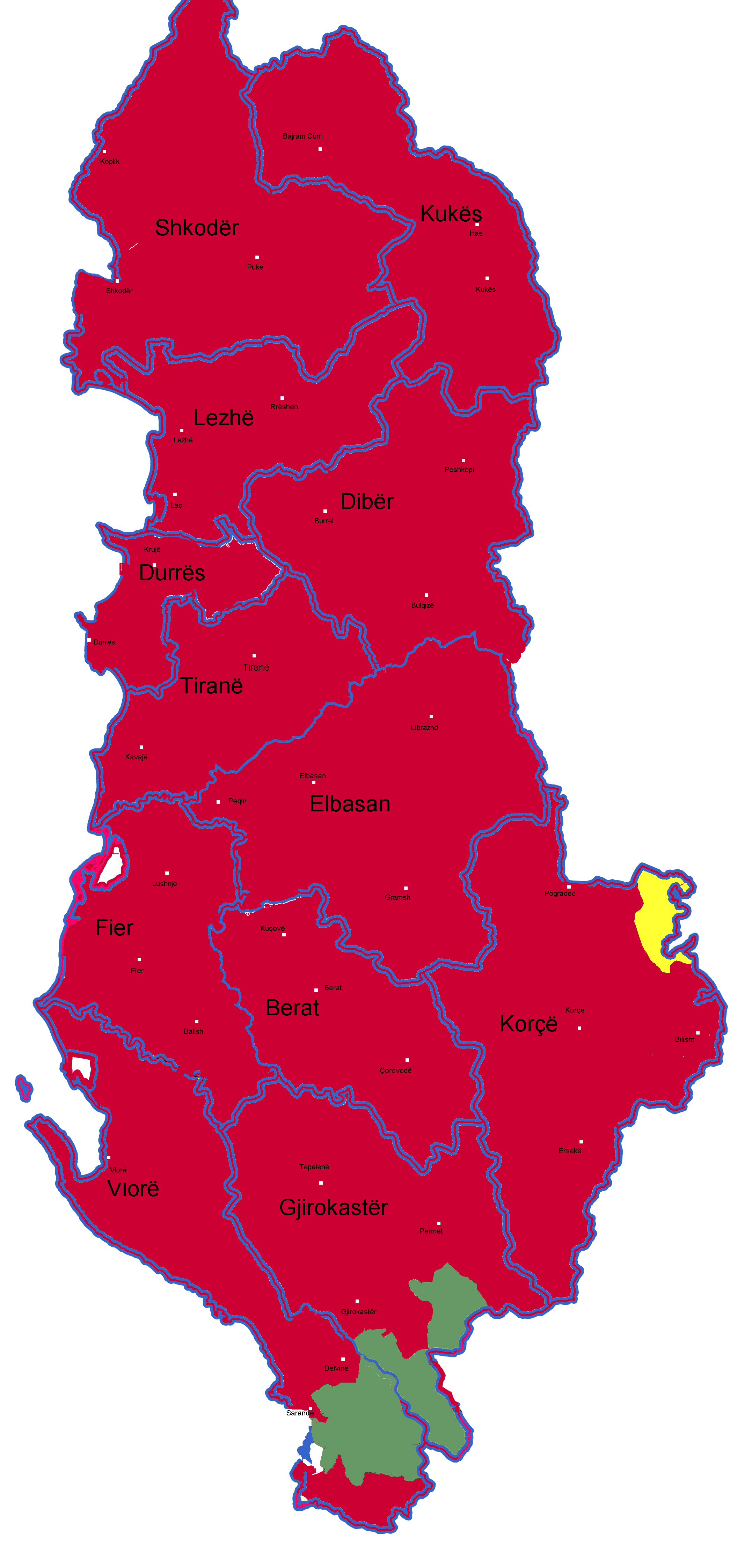
Etnische groepen in 1989
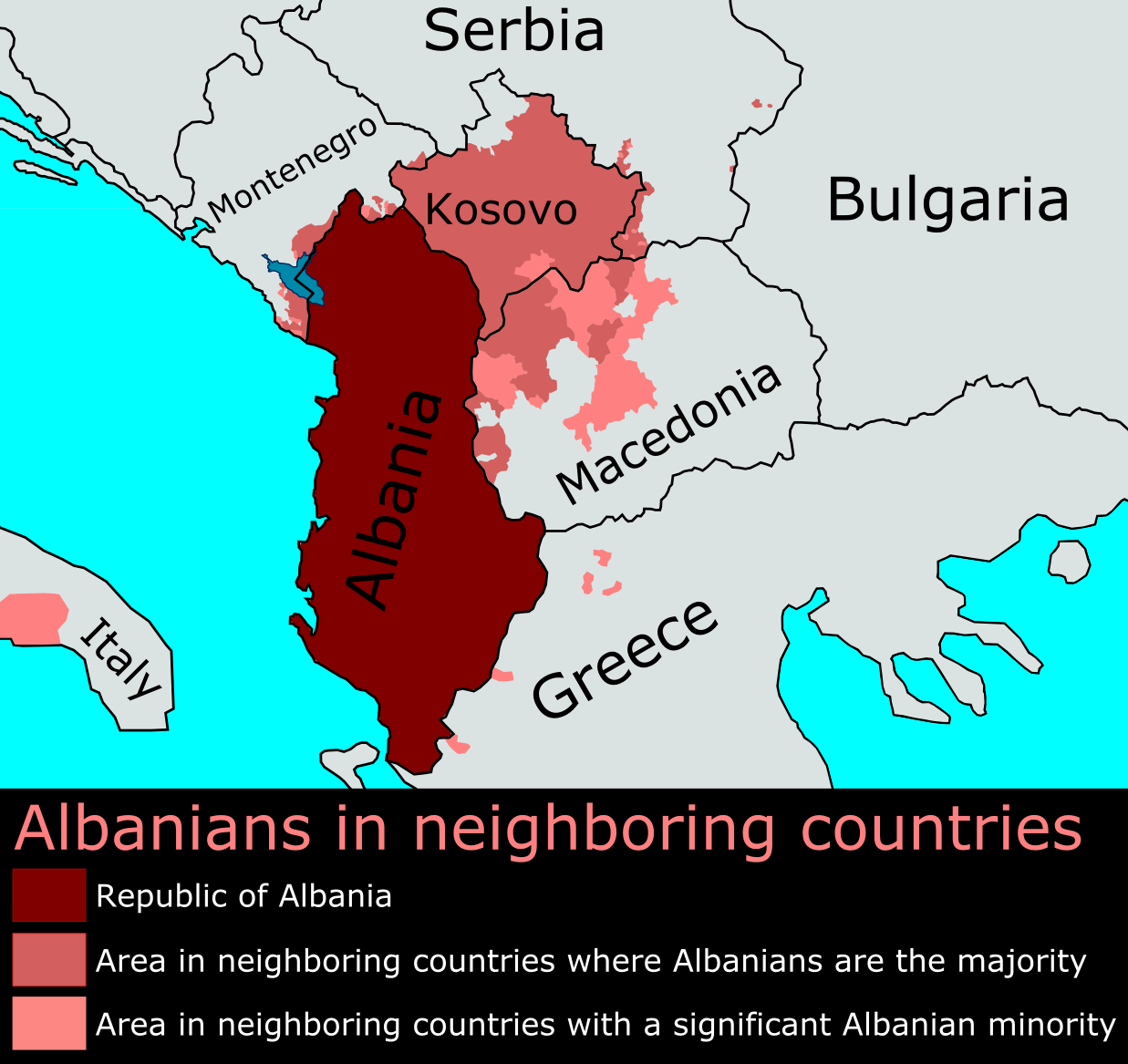
Albanezen in de omliggende landen
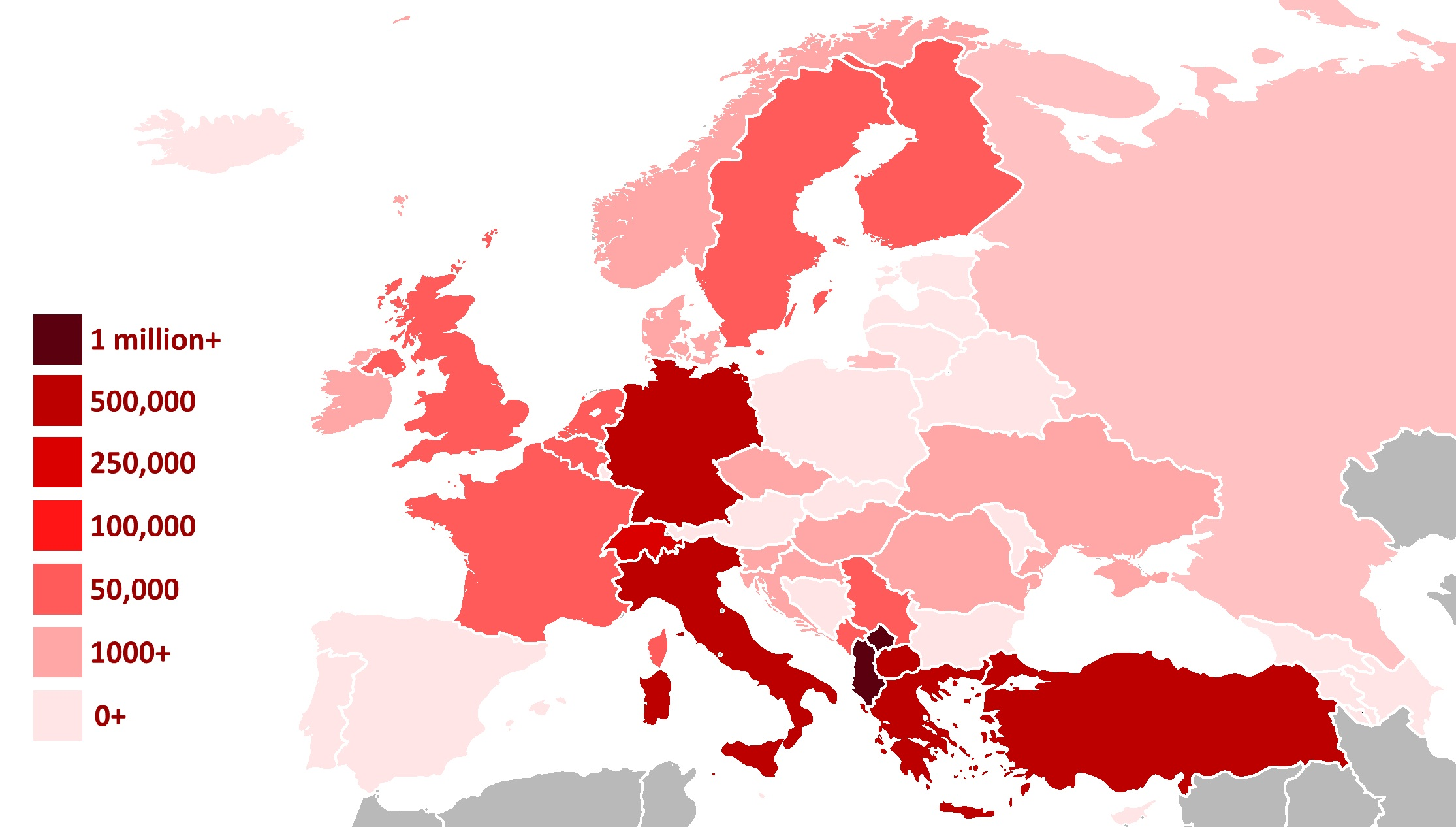
Verspreiding van Albanezen in Europa
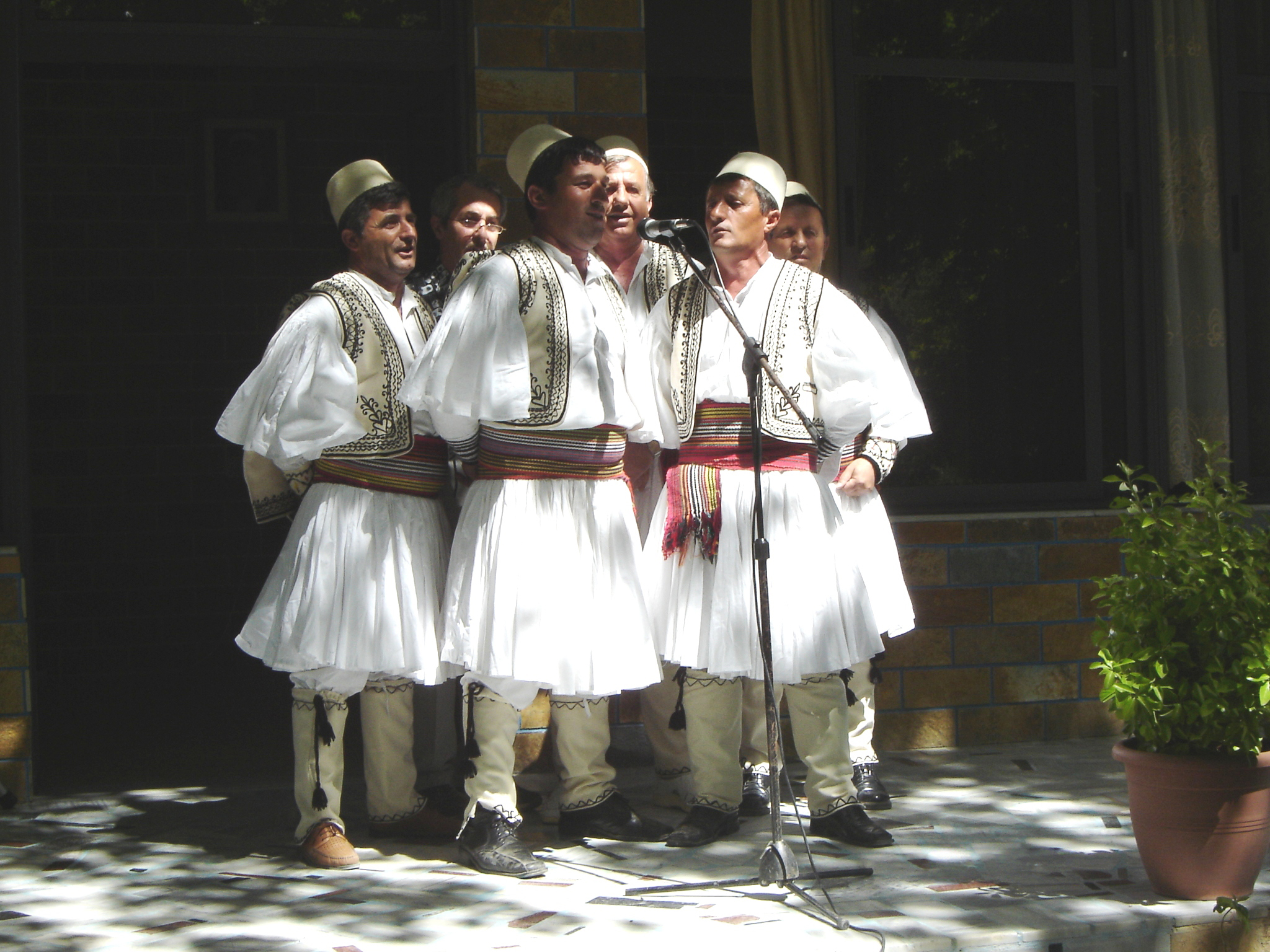
Albanese mannen in traditionele klederdracht in Skrapar
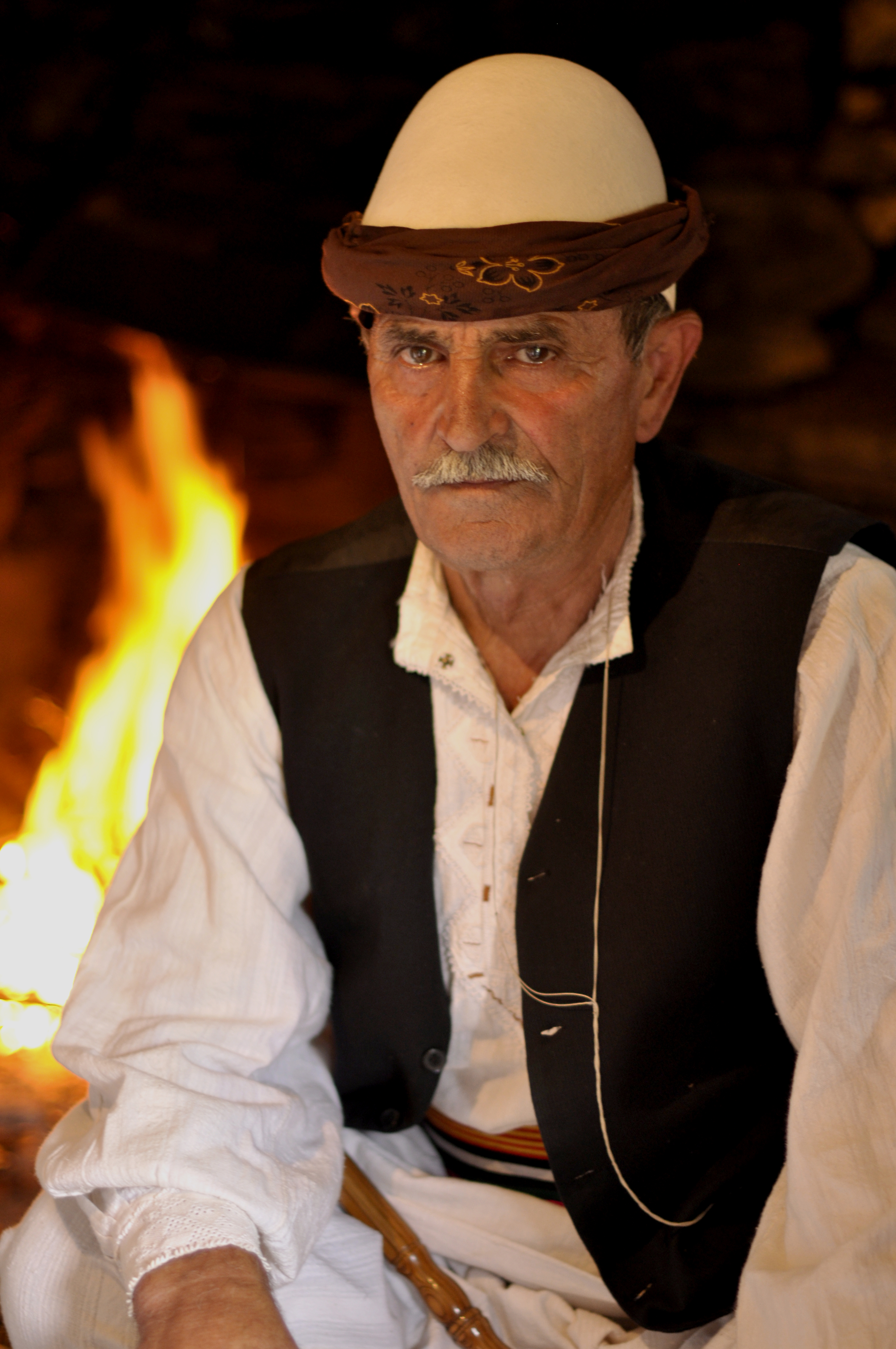
Oudere Albanese man uit Prizren in traditionele klederdracht
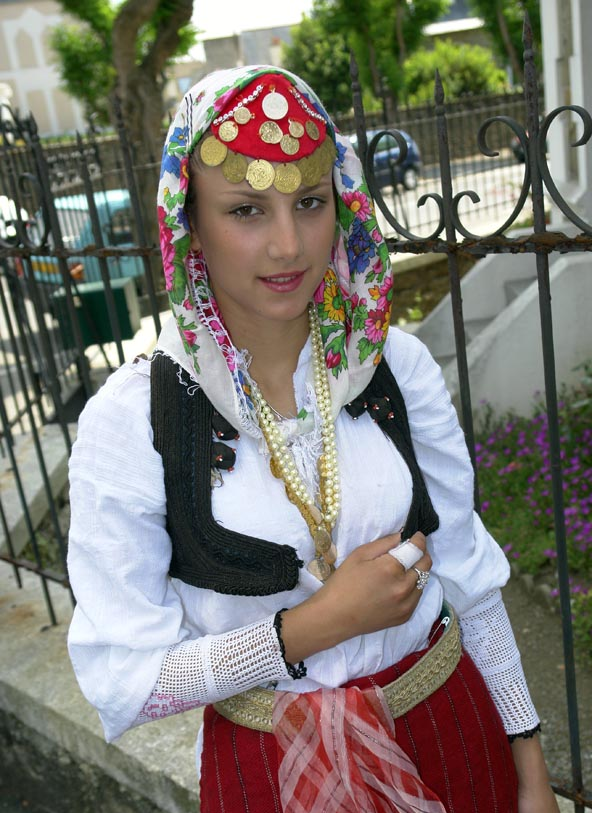
Etnisch Albanees kind uit Servië in traditionele kleding
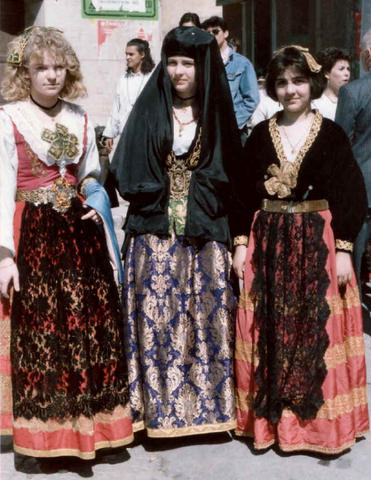
Arbereshe in Italië in traditionele kleding
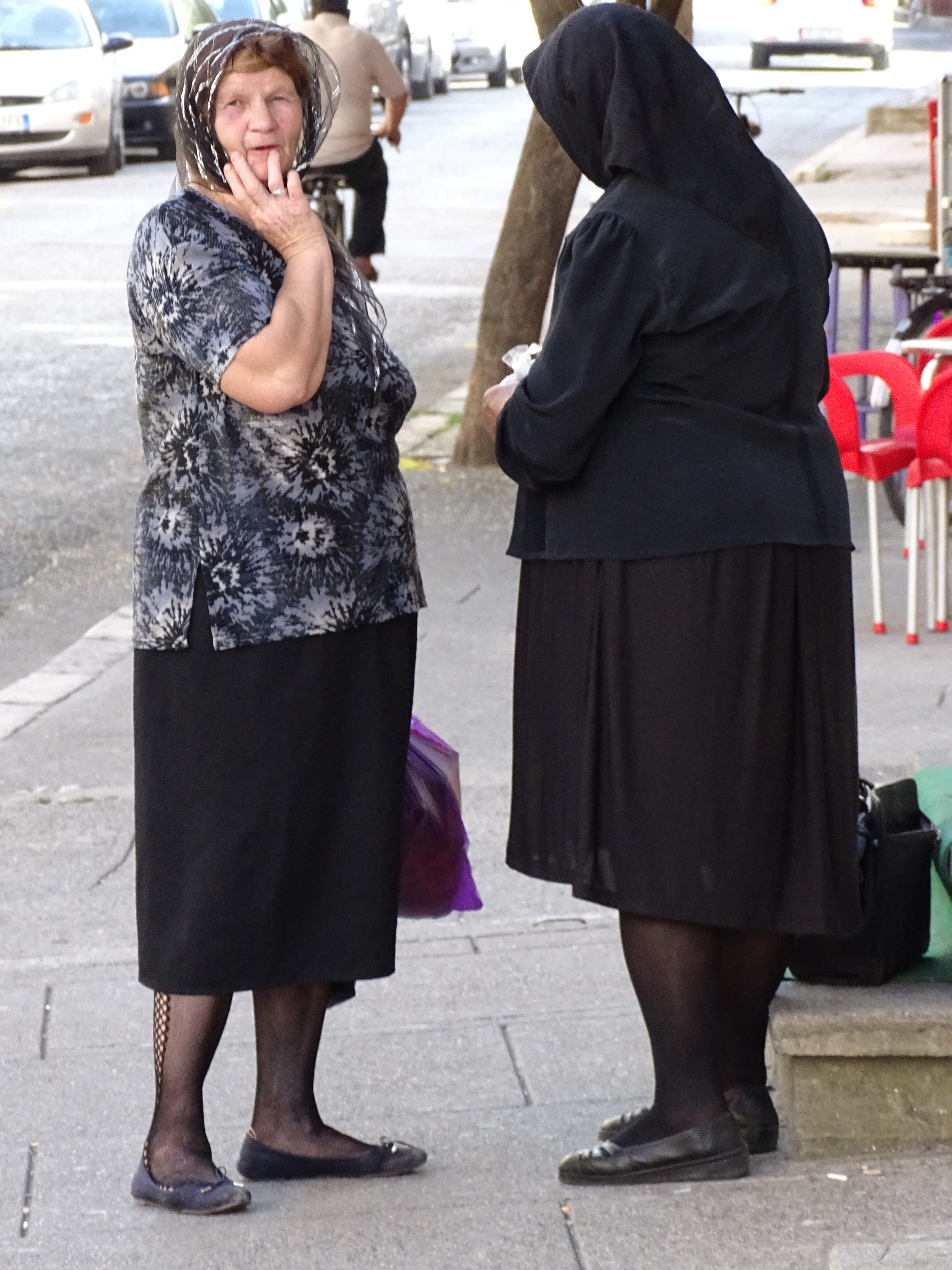
Oudere vrouwen in Shkodër, Albanië
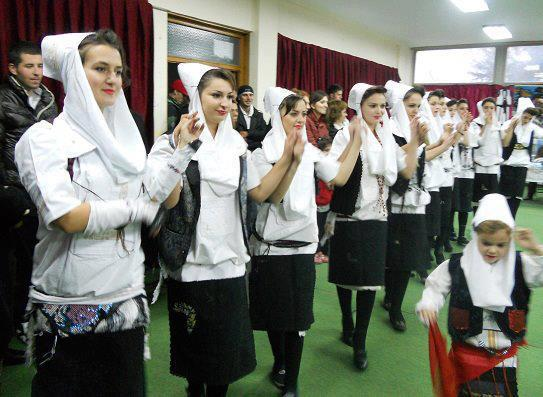
Kosovaarse Albanezen in Deçan
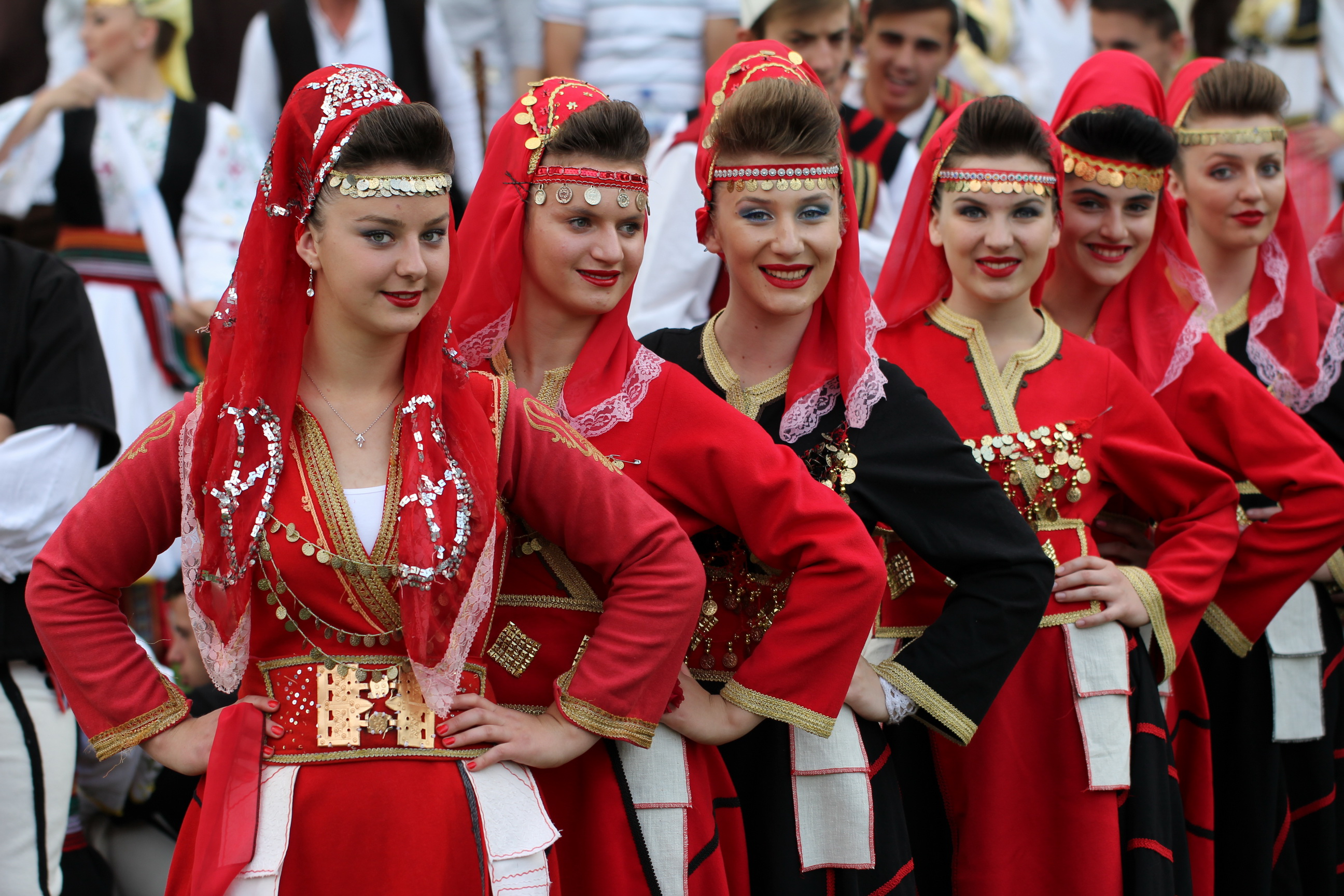
Albanese vrouwen in Bajram Curri
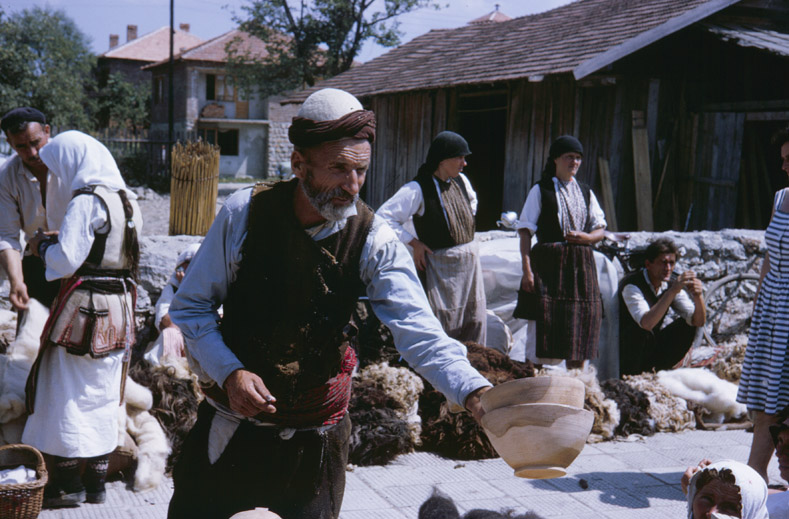
Albanezen in Ohrid, Noord-Macedonië (1962)
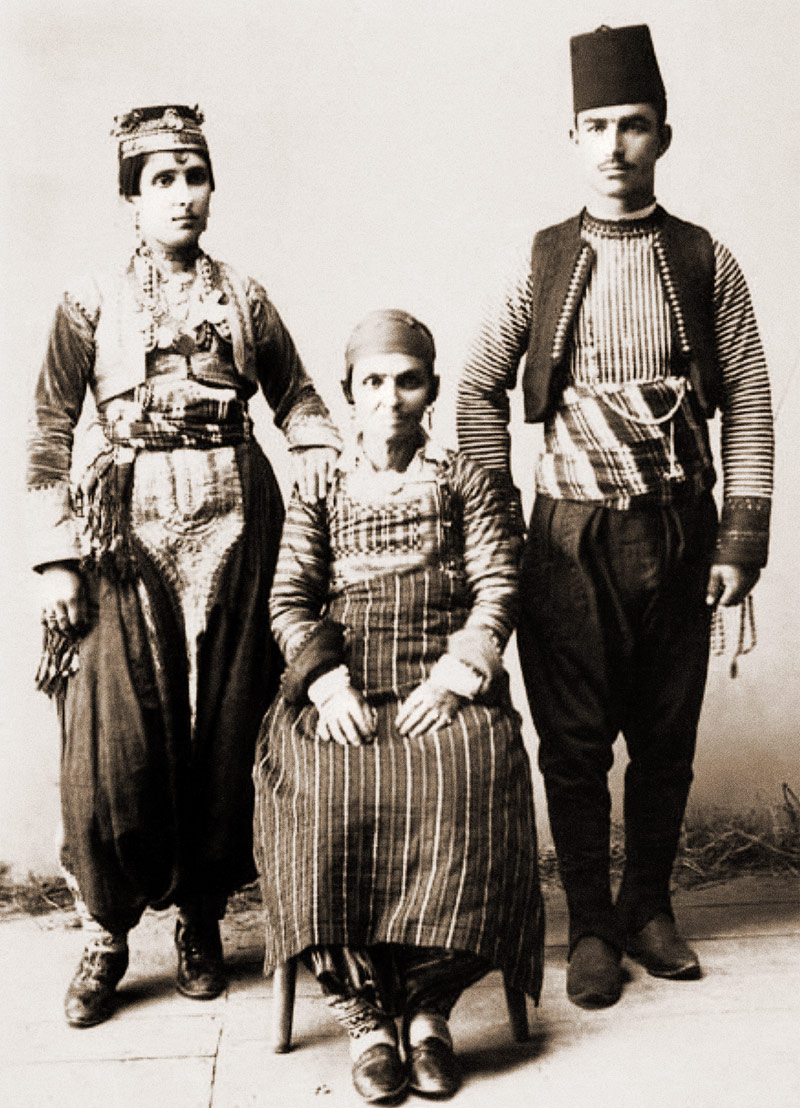
Rooms-katholieke Albanezen in Skopje (c. 1910)
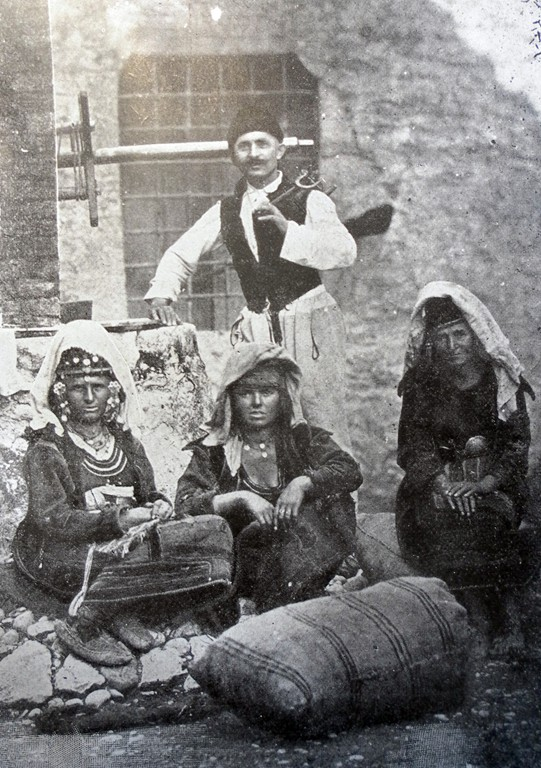
Albanese vrouwen en man in het bergdorp Shllak (1908)
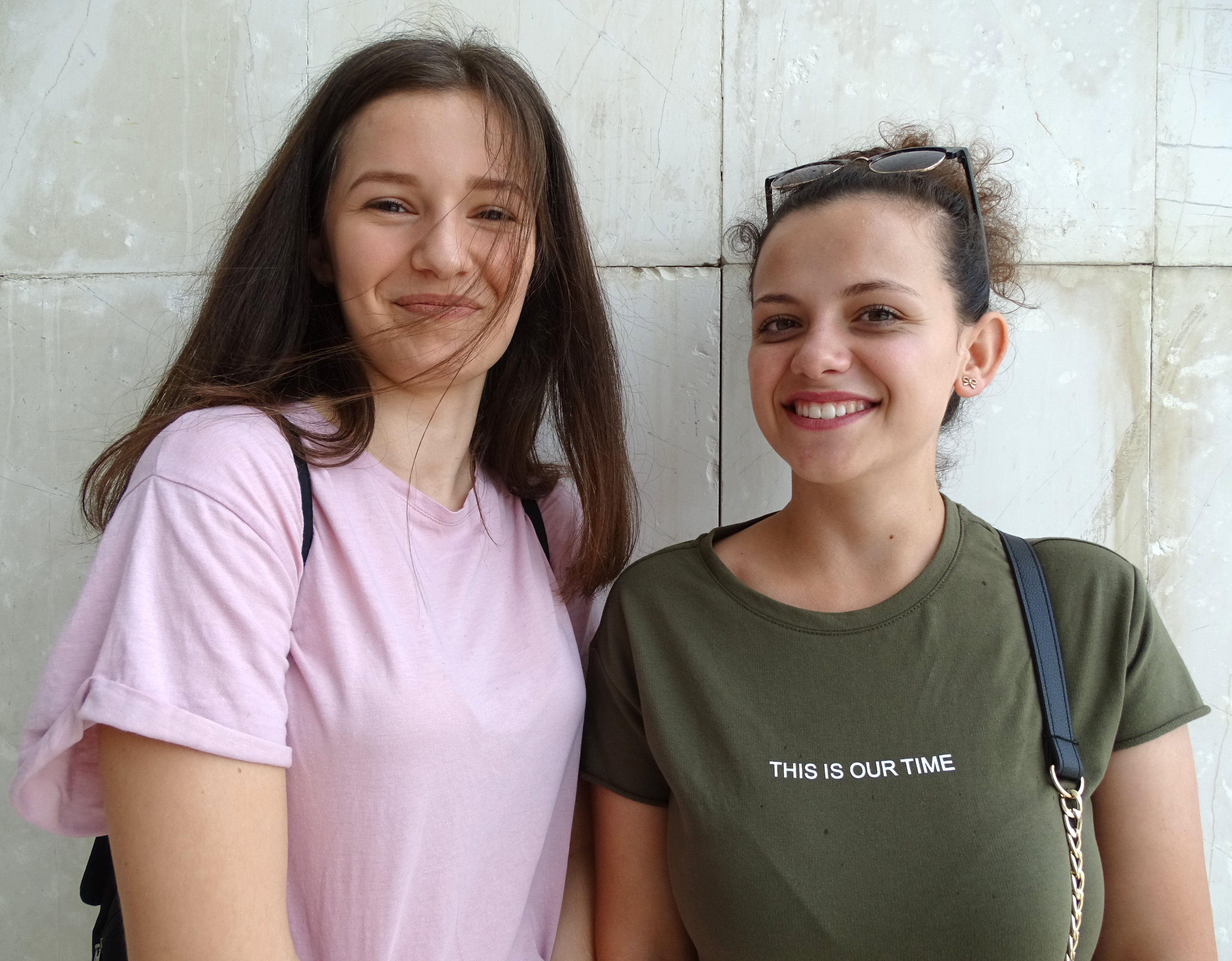
Studentes in Tirana
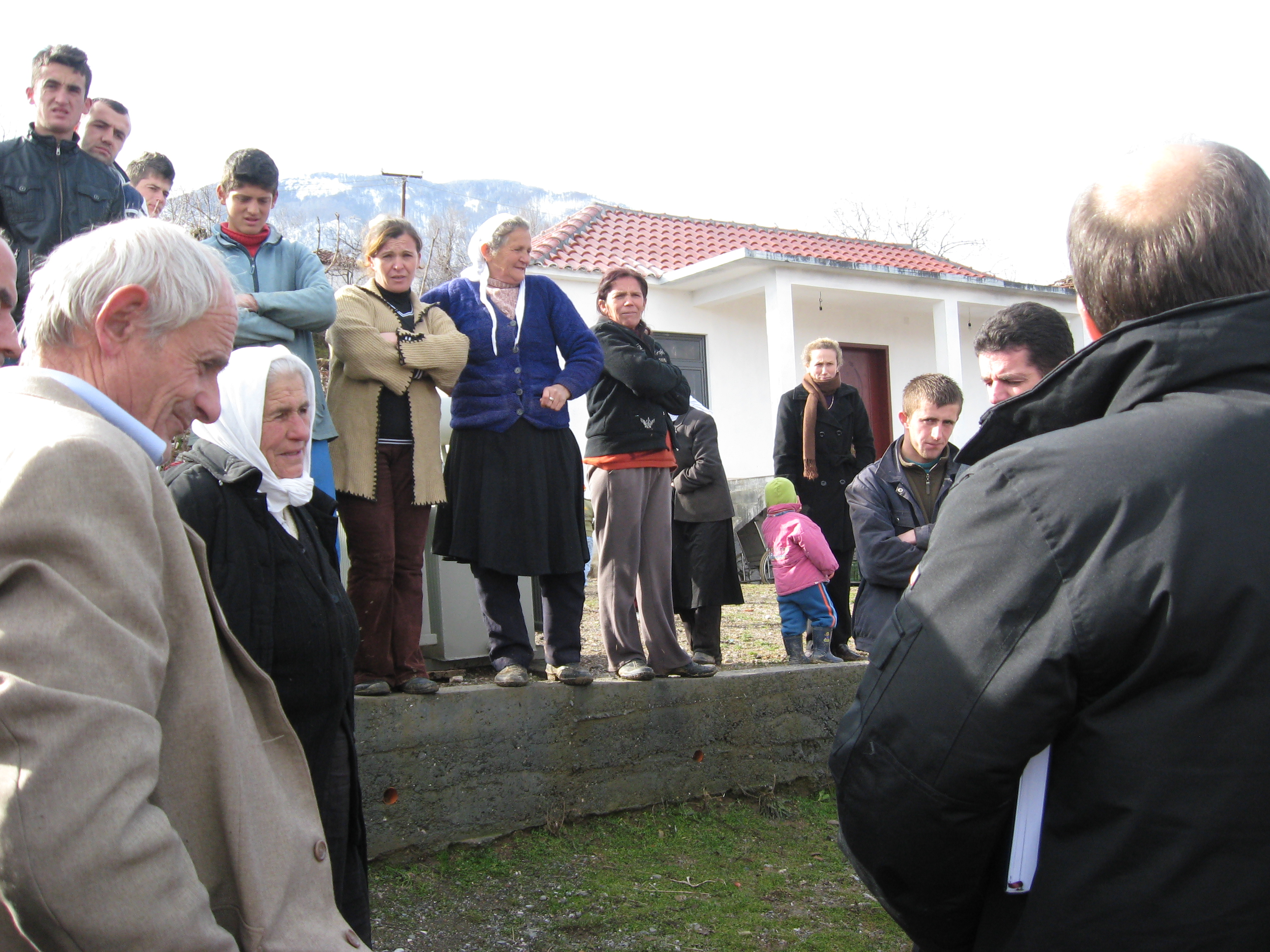
Albanese dorpelingen in het dorp Mishtër (Gurrë)
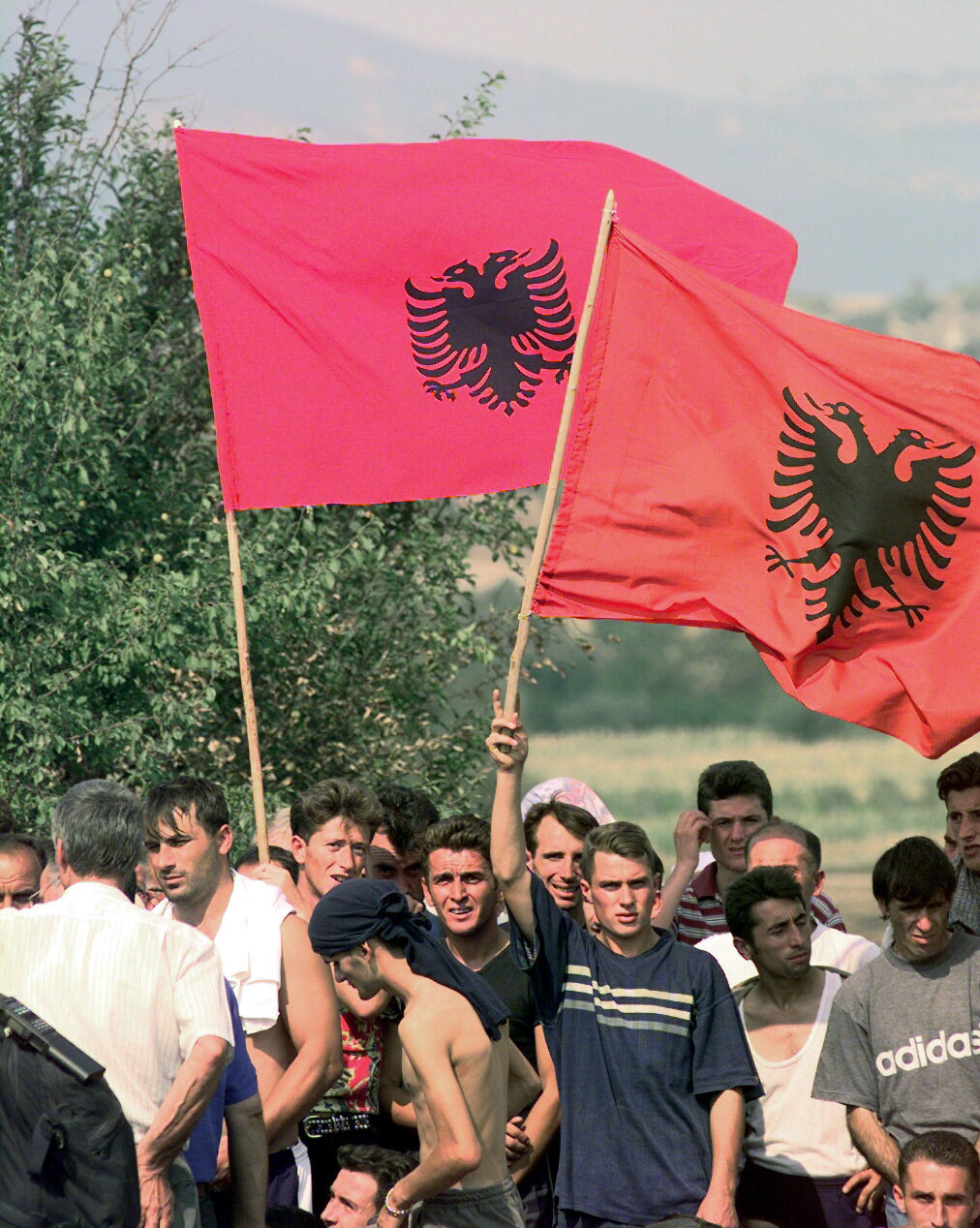
Demonstratie van Albanese jongeren in 2000 in de buurt van Domorovcë (Kamenicë)